# Municipio de Maple Grove (condado de Crow Wing)
El municipio de Maple Grove (en inglés: Maple Grove Township) es un municipio ubicado en el condado de Crow Wing en el estado estadounidense de Minnesota. En el año 2010 tenía una población de 774 habitantes y una densidad poblacional de 8,3 personas por km².

## Geografía
El municipio de Maple Grove se encuentra ubicado en las coordenadas 46°17′49″N 94°0′50″O / 46.29694, -94.01389. Según la Oficina del Censo de los Estados Unidos, el municipio tiene una superficie total de 93.27 km², de la cual 89,33 km² corresponden a tierra firme y (4,22 %) 3,93 km² es agua.

## Demografía
Según el censo de 2010, había 774 personas residiendo en el municipio de Maple Grove. La densidad de población era de 8,3 hab./km². De los 774 habitantes, el municipio de Maple Grove estaba compuesto por el 98,06 % blancos, el 0,39 % eran afroamericanos, el 1,16 % eran amerindios y el 0,39 % eran de una mezcla de razas. Del total de la población el 0,39 % eran hispanos o latinos de cualquier raza.